# Орден Предпринимательских заслуг
Орден Предпринимательских заслуг (порт. Ordem do Mérito Empresarial) — государственная награда Португалии за гражданские заслуги. 

## История
4 июня 1893 года во время своего пребывания в городе Бежа король Португалии Карлуш I учредил Королевский орден За аграрные и промышленные заслуги, который делился на два дивизиона – аграрный и промышленный.
Пришедшее к власти в ходе революции 1910 года правительство отменило все королевские ордена, кроме ордена Башни и меча. Однако уже в 1917 году орден За аграрные и промышленные заслуги был восстановлен как республиканская награда.
В 1927 году статут ордена был изменён, в связи с учреждением новых орденов.
В 1962 году в статут ордена внесены изменения: класс кавалера и дамы ордена заменены на медаль.
В 1991 году был учреждён дивизион за коммерческие заслуги и орден стал называться орден За аграрные, промышленные и коммерческие заслуги.
В 2011 году орден получил новое наименование: Предпринимательских заслуг.

## Положение
Орден Предпринимательских заслуг вручается гражданам: предпринимателям, или работникам соответствующих сфер деятельности, своим трудом способствующих росту благосостояния государства в аграрном и лесном секторах, в промышленности, торговле. Орден может быть вручён как коллективная награда учреждениям и населённым пунктам в качестве Почётного члена. Орден может быть вручён иностранным гражданам.
Орден состоит из пяти классов в трёх дивизионах, которым вручаются соответствующие инсигнии:
- Кавалер Большого креста (GCME) – знак ордена на широкой чрезплечной ленте и позолоченная звезда на левой стороне груди.
- Гранд-офицер (GOME) – знак ордена на шейной ленте и позолоченная звезда на левой стороне груди.
- Командор (ComME) – знак ордена на шейной ленте и серебряная звезда на левой стороне груди.
- Офицер (OME) – знак ордена на нагрудной ленте с розеткой.
- Медаль (MedME) – знак на нагрудной ленте.

Орденские планки и постноминальные литеры
За аграрные заслуги
| Кавалер Большого креста | Гранд-офицер | Командор | Офицер | Медаль |
|                         |              |          |        |        |
| GCMA                    | GOMA         | ComMA    | OIMA   | MIMA   |

За промышленные заслуги
| Кавалер Большого креста | Гранд-офицер | Командор | Офицер | Медаль |
|                         |              |          |        |        |
| GCMI                    | GOMI         | ComMI    | OIMI   | MIMI   |

За коммерческие заслуги
| Кавалер Большого креста | Гранд-офицер | Командор | Офицер | Медаль |
|                         |              |          |        |        |
| GCMC                    | GOMC         | ComMC    | OIMC   | MIMC   |

## Описание
Знаки ордена для всех дивизионов однотипны, за исключением цвета эмали: для аграрного – зелёный, для промышленного – красный, для коммерческого – синий.
Знак ордена — девятиконечная звезда, двугранные заострённые лучи которой покрыты эмалью соответствующего дивизиону цвета. Между лучами золотые штралы, состоящие из пяти лучиков в виде «ласточкиного хвоста», на которых помещена пятиконечная звезда эмали соответствующего дивизиону цвета. В центре золотой круглый медальон с каймой белой эмали. В медальоне государственный средний герб Португалии в цветных эмалях. На кайме надпись золотыми буквами в зависимости от дивизиона: «MERITO AGRICOLA» («MERITO COMERCIAL», «MERITO INDUSTRIAL»).
Знак при помощи переходного звена в виде двух оливковых ветвей зелёной эмали, перевязанных внизу лентой, крепится к орденской ленте.
Звезда ордена аналогична знаку.
Лента ордена цвета дивизиона с белой полосой по центру.